# Erik Hoppe
Erik Hoppe, född 19 juni 1896, död 21 maj 1968, var en dansk målare som är ihågkommen för sina målningar från Köpenhamnsområdet, särskilt de med unga damer i parken vid Valby.

## Biografi
Erik Hoppe var en av 1900-talets främsta kolorister och behärskade effekterna av ljus och färg. Hans tidigare arbeten kännetecknas av grönaktiga och tråkiga nyanser, men senare producerade han kompositioner som gynnas av starkt solljus. 
Hans stil återspeglar den speciella danska formen av modernism, som ursprungligen bygger på den dystra vardagsrealismen från tidigt 1930-tal. Släktdrag med verk av Edvard Weie och Harald Giersing kan även spåras när hans stil utvecklades till ett lättare, mindre begränsat synsätt. Denna tendens kom snart att leda till Grønningen-rörelsen som förde samman målare med intresse för naturen och vardagslivet.
Erik Hoppe är erkänd som en av de viktigare nya danska landskapsmålare vars arbete kan jämföras inte bara Weie och Giersing utan också Asger Jorn och Per Kirkeby. År 1945 tilldelades han Eckersbergmedaljen. Hoppe är representerad vid bland annat Göteborgs konstmuseum.